# 新疆生产建设兵团第九师一六四团
新疆生产建设兵团第九师一六四团是中华人民共和国新疆生产建设兵团第九师下辖的一个团，与新疆维吾尔自治区白杨市金玉镇实行“团镇合一”的管理体制。

## 行政区划
新疆生产建设兵团第九师一六四团下辖以下单位：
团部、一连、二连、三连、四连、五连、六连、七连、八连和九连。